# مؤشر التحدي
هو طريقة للترتيب الإحصائي لافضل المدارس الثانوية العامة والخاصة في الولايات المتحدة، والتي قام بانشائها كاتب العمود في واشنطن بوست جاي ماثيوز الذي يعد نابغة عصره، بالإضافة انه نظام التصنيف الإحصائي الوحيد لكل من المدارس الثانوية العامة والخاصة. والتي يتم تحديد عملية الترتيب حسب مدى توافر برامج التنسيب المتقدم بالإضافة إلى البكلوريا (ثانوية العامة) الدولية في المناهج الدراسية بالمدرسة وعدد الخريجين من كبار السن.
تقوم كل مدرسة ثانوية بحساب العدد الاجمالي لامتحانات (AP\ IB), والتي هما نوعان من نظام امتحانات الثانوية العامة في الولايات المتحدة الأمريكية، والتي تقوم بهم المدرسة كل عام. هذا المبلغ مقسوم على عدد المتخرجين في نفس العام. هذه النسبة هي المؤشر التحدي.
لم يتم دمج أي مدرسة في الدراسة التي تقبل أكثر من 50% من طلابها من خلال اختبار تحديد المستوى أو أي نوع اخر من معايير القبول. توضح الدراسة بفعالية المدارس العامة التي تتمتع باكبر فرصة لجميع الطلاب لتحدي انفسهم بدورات على مستوى الكلية.
ومع ذلك، يتم الجدال بين النقاد بان نظام التصنيف هذا يضر بعدم مراعاة الاداء الفعلي لامتحانات الطلاب، ولكن فقط ععد الاختبارات التي تم اجراؤها. يقر مسؤولوا الدراسة بان النظام «ليس مقياسا للجودة الكلية للمدرسة ولكنه يسلط الضوء على أحد العوامل التي يعتبرها العديد من المعلمين مهم».
روثرهام وسارة ميد الذين هم من قطاع التعليم في واشنطن العاصمة.اظهرت الدراسة العلمية لعام 2006 «مؤشر التحدي» ان عدد من المدارس التي تع من بين أفضل 100 مدرسة على المستوى الوطني، وفقا لمجلة نيوزويك، والتي كان لديها بالفعل معدلات تسرب عالية وفجوات واسعة في التحصيل التي تفصل الطلاب حسب العرق والدخل المالي والمكانة الاجتماعية والدين. وقد ظهر بالفعل ملخص لحججهم والذين كان اسم المدافعون الواشنطن بوست وجاي ماثيوز دافعو بكل قوتهم وذكائهم وخاصة جاي ماثيوز وكانت حججهم الاستشهاد بالدراسات الحديثة التي اجراها كليفورد ادلمان، الباحث الأول في وزارة التعليم الأمريكية. في عامي 1999 و 2005 م، اظهر ادلمان ان أفضل متنبئ للتخرج من الكلية لم يكن درجات المدرسة الثانوية الجيدة أو درجات الاختبار، ولكن ما اذ كان الطالب لديه خبرة اكادمية مكثفة في المدرسة الثانوية أو لا. ووفقا لمجلة نيوزويك فان متطلبات الدورات الدراسية ذات المستوى الاعلى من الكلية في المدرسة الثانوية ستوفر هذه التجربة.
يتم نشر النتائج المجدولة لمؤشر التحدي للمدارس الثانوية بمدينة واشنطن في صحيفة واشنطن بوست سنويا. كما تنشر نيوزويك نتائج الوطنية كل عام.
إعداد تالا أبو زايد